# La sonrisa del gran tentador
La sonrisa del gran tentador es una coproducción italo-británica dirigida en 1974 por Damiano Damiani.

## Sinopsis
Rodolfo, un joven escritor, se reúne con Monseñor, un anciano polaco que le propone que le ayude a escribir un memorial sobre los años en que Polonia era un campo de batalla entre nazis y soviéticos. Rodolfo acepta y se instala en la residencia en la que el prelado polaco ha vivido durante muchos años. 
Es uno de esos discretos lugares cuya existencia es casi desconocida para los ciudadanos de Roma, y que las autoridades religiosas usan para dar hospitalidad a algunos visitantes. En este lugar, hay una atmósfera de misterio y reticencia. Rodolfo poco a poco entra en contacto con los diversos personajes que viven allí como Emily Conteras la joven directora, mujer de matrimonio fracasado y de maneras distantes; Ottavio, un joven príncipe romano seguido siempre por un enigmático jesuita; el padre Borelli, quien parece ser su protector, confesor y maestro y un obispo cubano, monseñor Pedro Márquez. 
Rodolfo descubre el origen del sufrimiento individual de cada uno, la razón por la cual todos están convencidos de que deben obedecer y ser perdonados y readmitidos en la vida. 
La hermana Geraldine vela por el convento y sus reclusos, casi nadie la conoce, es una criatura obsesionada por el mito de la santidad y la perfección católica. Esta tiene una gran influencia sobre ellos, les induce a la necesidad de expiación, y usa su fascinación y personalidad para llevar a sus espíritus, convicciones y principios desagradables para ellos.
Rodolfo, está totalmente convencido de la importancia de la libertad espiritual. En sus ojos aparece algo como un elemento de escándalo, de tentación o de demonio. Ella se muestra abiertamente hostil y no tiene ninguna estima por él, aunque inconscientente siente alguna atracción por el joven. 
Ella le tiene miedo, teme la fuerza del impacto espiritual de Rodolfo, su ausencia del sentido del pecado y su modo de actuar respecto a una libre razón individual. Una vez roto el hechizo por las palabras de Rodolfo, los pecadores pasan por una crisis. A partir de aquí, la hermana Geraldine comenzarça a preguntarse a sí misma si su pecado es realmente un pecado. 